# Duncan Scott
Duncan Scott, född 6 maj 1997 i Glasgow, Skottland, är en brittisk simmare.

## Karriär
Vid de olympiska simtävlingarna i Rio de Janeiro 2016 simmade han andrasträckan i finalen när det brittiska laget vann silver på 4x200 meter frisim. Han simmade också sistasträckan i finallaget som vann silver på 4x100 meter medley i samma mästerskap.
Scott har vunnit två raka guld på 4x200 meter vid världsmästerskapen i simsport (2015 och 2017).
Vid Europamästerskapen i simsport 2021 tog Scott silver på 200 meter frisim. Han tog även guld på 4×100 meter medley och 4x100 meter mixed frisim samt silver på 4×100 meter frisim och 4×200 meter frisim. Vid olympiska sommarspelen 2020 i Tokyo tog Scott silver på både 200 meter frisim och 200 meter medley. Han var även en del av Storbritanniens lag som tog guld på 4×200 meter frisim samt silver på 4×100 meter medley.
I juli 2023 vid VM i Fukuoka tog Scott silver på 200 meter medley samt var en del av Storbritanniens kapplag som tog guld på 4×200 meter frisim samt brons och noterade ett nytt europeiskt rekord på 4×100 meter mixed frisim. I december 2023 vid kortbane-EM i Otopeni tog han guld på 200 meter medley och silver på 400 meter medley samt var en del av Storbritanniens kapplag som tog guld på 4×50 meter frisim.
I februari 2024 vid VM i Doha erhöll Scott ett brons efter att ha simmat försöksheatet på 4×100 meter mixed medley där Storbritannien sedermera tog medalj i finalen.

### Fotnoter
1. ↑  ”Duncan Scott”. swimswam.com. swimswam.com. https://swimswam.com/bio/duncan-scott/. Läst 15 augusti 2017.
2. ↑  Rio Olympics 2016 swimming: Team GB win silver in men's 4x200metre freestyle relay
3. ↑  Rio 2016 Olympics: Team GB win 4x100m medley relay silver as Michael Phelps claims 23rd gold
4. ↑  Brits take gold in men’s 4x200m Freestyle Relay
5. ↑  Men's 4x200m Freestyle Kazan 2015
6. ↑  ”European Swimming Championships: Scott & Dean take silver & bronze in 200m freestyle”. bbc.com. 21 maj 2021. https://www.bbc.com/sport/av/swimming/57207718. Läst 24 maj 2021.
7. ↑  ”European Aquatics Championships: Adam Peaty helps Britain win men's 4x100m medley gold”. bbc.com. 23 maj 2021. https://www.bbc.com/sport/swimming/57222492. Läst 24 maj 2021.
8. ↑  ”Adam Peaty wins third European gold of week with 50m breaststroke victory in Budapest”. bbc.com. 22 maj 2021. https://www.bbc.com/sport/swimming/57215029. Läst 24 maj 2021.
9. ↑  ”Britain’s Tom Dean and Duncan Scott take Olympic one-two in 200m free”. theguardian.com. 27 juli 2021. https://www.theguardian.com/sport/2021/jul/26/tom-dean-duncan-scott-gold-silver-mens-200m-freestyle-olympics-tokyo. Läst 30 juli 2021.
10. ↑  ”Duncan Scott takes 200m medley silver – and can add to third Tokyo medal”. theguardian.com. 30 juli 2021. https://www.theguardian.com/sport/2021/jul/30/duncan-scott-200m-individual-medley-swimming-tokyo-2020-olympics-great-britain. Läst 30 juli 2021.
11. ↑  ”Team GB men strike Olympic gold in pool again with stunning relay win”. theguardian.com. 28 juli 2021. https://www.theguardian.com/sport/2021/jul/28/team-gb-men-strike-olympic-gold-in-pool-again-with-stunning-relay-win. Läst 30 juli 2021.
12. ↑  ”Resultat – Final” (PDF). olympics.com. Arkiverad från originalet den 1 augusti 2021. https://web.archive.org/web/20210801030359/https://olympics.com/tokyo-2020/olympic-games/resOG2020-/pdf/OG2020-/SWM/OG2020-_SWM_C73B1_SWMM4X100MMD----------FNL-000100--.pdf. Läst 9 januari 2022.
13. ↑  ”World Silver for Duncan Scott”. scottishswimming.com. 27 juli 2023. https://www.scottishswimming.com/news/world-silver-for-duncan-scott. Läst 17 januari 2024.
14. ↑  ”Men's 4x200m team on top of the world again”. britishswimming.org. 28 juli 2023. https://www.britishswimming.org/news/latest-swimming-news/mens-4x200m-team-top-world-again/. Läst 17 januari 2024.
15. ↑  ”Great Britain Sets A New European Record in the Mixed 4x100 Free Relay With A 3:21.68”. swimswam.com. 29 juli 2023. https://swimswam.com/great-britain-sets-a-new-european-record-in-the-mixed-4x100-free-relay-with-a-321-68/. Läst 17 januari 2024.
16. ↑  ”Samtliga resultat – Europamästerskapen i kortbanesimning 2023” (PDF). esch23.microplustimingservices.com. https://esch23.microplustimingservices.com/assets/pdf/RESULTS_BOOK.pdf. Läst 17 januari 2024.
17. ↑  ”Mixed medley relay team bring home bronze”. britishswimming.org. 14 februari 2024. https://www.britishswimming.org/news/latest-swimming-news/mixed-medley-relay-team-bring-home-bronze/. Läst 14 februari 2024.